# John Marvin
John Marvin (Cambridge, 17 de octubre de 1927-Seaford, 22 de junio de 1980) fue un deportista estadounidense que compitió en vela en la clase Finn. Participó en los Juegos Olímpicos de Melbourne 1956, obteniendo una medalla de bronce en la clase Finn.

## Palmarés internacional
| Juegos Olímpicos | Juegos Olímpicos      | Juegos Olímpicos  | Juegos Olímpicos |
| Año              | Lugar                 | Medalla           | Clase            |
| ---------------- | --------------------- | ----------------- | ---------------- |
| 1956             | Melbourne (Australia) | Medalla de bronce | Finn             |